# Sergio Arellano Stark
Sergio Víctor Arellano Stark, né le 10 juin 1921 à Santiago et mort le 9 mars 2016 dans la même ville, est un militaire chilien, condamné pour violations des Droits de l'homme commis durant la dictature militaire d'Augusto Pinochet, pendant la période connue sous le nom de Régimen Militar. Il est mentionné comme l'un des instigateurs du coup d'État qui renversa le gouvernement de Salvador Allende, et il a été général de l'armée chilienne qui dirigea en 1973 la « Caravane de la mort. »

## Carrière militaire
Formé pour être officier d'infanterie, il suivit les cours de l’école de commandement et d'état-major de Fort Leavenworth, aux États-Unis de 1964 à 1965. À son retour au Chili, il devint chef de la Casa Militar, et en 1968, en tant que colonel, il fut nommé aide de camp du président Eduardo Frei Montalva. L'année suivante, il fut envoyé en tant qu'attaché militaire en Espagne.
En 1971 à son retour au Chili, il devint le commandant du Regiment d'infanterie n.º 2 "Maipo" (es) au port de Valparaíso. Il conspira alors avec des membres de la Marine, conspiration qui aboutira au coup d'État contre le gouvernement constitutionnel du président Salvador Allende, avec José Toribio Merino et Patricio Carvajal. En décembre 1972, il retourna à Santiago comme général, assumant le nouveau commandement des troupes de Peñalolén. Mi-1973, il participa à d'autres réunions pour planifier le coup d'État.

### Durant la dictature militaire
En octobre 1973, il fut nommé par Augusto Pinochet délégué de la Junte de gouvernement du Chili, avec pour principale mission « de normaliser et rationaliser les critères de justice » pour les prisonniers politiques («d'agiliser et uniformiser les critères au sujet de l'administration de la Justice»).
Durant les mois de septembre et octobre 1973, le général Sergio Arellano Stark est chargé par la junte de traquer des militants de l'Unidad Popular et du MIR figurant sur une liste préétablie. Cette caravane de la mort parcourt le Chili du Nord au Sud. Arellano et sa délégation militaire visitèrent les villes de Valdivia, Linares, Cauquenes, La Serena, Copiapó, Antofagasta et Calama dans un hélicoptère Puma de l'armée, exécutant soixante-quinze prisonniers.
Il prit sa retraite de l'armée le 4 janvier 1976.

## Poursuites pour violations des droits de l'Homme
Le juge Juan Guzmán Tapia le poursuivit en 2000 pour sa participation aux caravanes de la mort. Arellano Stark et quatre autres anciens soldats furent condamnés pour l'assassinat de quatre personnes.
Le 15 octobre 2008, il fut condamné par la Cour suprême à seize années de prisons pour sa participation à la Caravane de la mort.
Le 17 novembre 2008, le service médico-légal détermina qu'Arellano souffrait de la maladie d'Alzheimer avec un pronostic de quinze mois, il fut alors décidé qu'il ne purgerait pas sa peine de prison.

## Mort
Le 9 mars 2016, Sergio Arellano Stark meurt à 94 ans dans une maison de soins pour patients atteints d’Alzheimer. Il est mort accompagné de ses proches qui gardèrent le secret de la cause de sa mort, n'avertissant même pas l'armée et les tribunaux de la mort du général à la retraite. Son corps a été incinéré,.